# Zamach

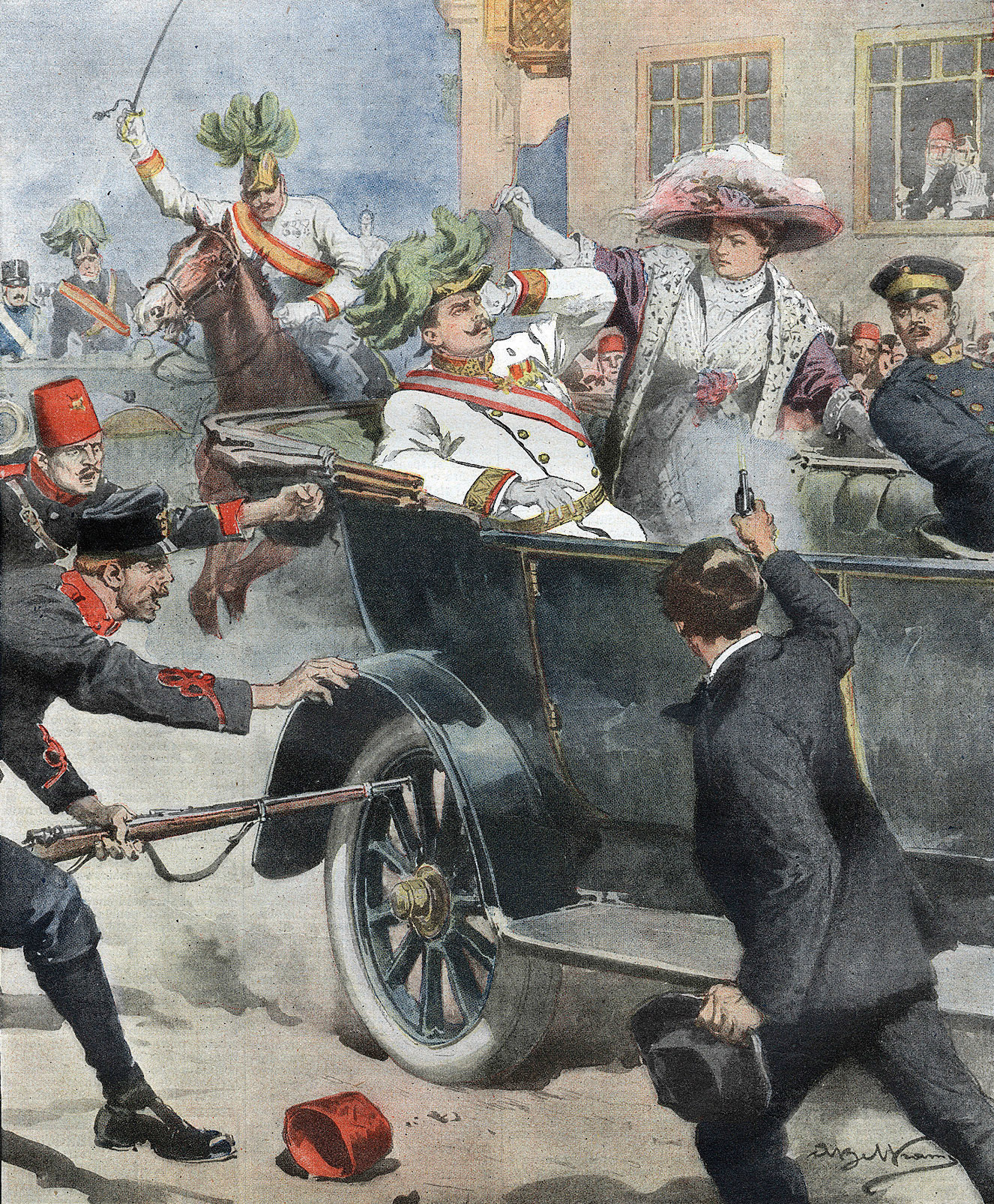
Zamach w Sarajewie

Zamach – działanie przestępcze mające na celu pozbawienie kogoś np. życia, majątku lub praw.
Rodzajem zamachu jest zamach terrorystyczny, który jest jednym z głównych elementów walki stosowanych przez organizacje terrorystyczne dla osiągnięcia w sposób niezgodny z prawem celów politycznych.